# Ante Kotromanović
Ante Kotromanović (ur. 8 maja 1968 w Potravlje) – chorwacki polityk, wojskowy i dziennikarz, parlamentarzysta, od 2011 do 2016 minister obrony.

## Życiorys
Absolwent szkoły wojskowej Zapovjedno-stožerna škola „Blago Zadro”. W 2000 ukończył studia w akademii wojskowej Ratna škola „Ban Josip Jelačić”, a w 2011 studia z zakresu dziennikarstwa na Uniwersytecie w Zagrzebiu.
Od 1991 zawodowy żołnierz, doszedł do stopnia brygadiera. W latach 1993–2001 był dowódcą brygad, następnie do 2002 szefem sztabu okręgu wojskowego w Dubrowniku. W 2002 odszedł z czynnej służby wojskowej. Pracował jako publicysta gazety „Večernji list”, wchodził też w skład rady dyrektorów prywatnego przedsiębiorstwa.
W 2007 wstąpił do Socjaldemokratycznej Partii Chorwacji. W 2007 z ramienia tego ugrupowania uzyskał mandat posła do Zgromadzenia Chorwackiego, a w 2011 z powodzeniem ubiegał się o reelekcję. W grudniu tegoż roku objął urząd ministra obrony w rządzie Zorana Milanovicia. W 2015 ponownie został wybrany do chorwackiego parlamentu. W styczniu 2016 zakończył pełnienie funkcji rządowej. Zrezygnował z objęcia mandatu poselskiego, przechodząc do pracy w sektorze prywatnym.